# قلعة بودا
قلعة بودا هي قلعة تاريخية ومجمع قصور للملوك المجريين تقع في مدينة بودابست، المجر. تم بناء القلعة في 1265 لكن القصر ذو المعمار الباروك الذي يحتل معظم الموقع تم بنائه في الفترة ما بين 1749 و1769. في 1987 أدرج المبنى ضمن مواقع التراث العالمي.

## معرض

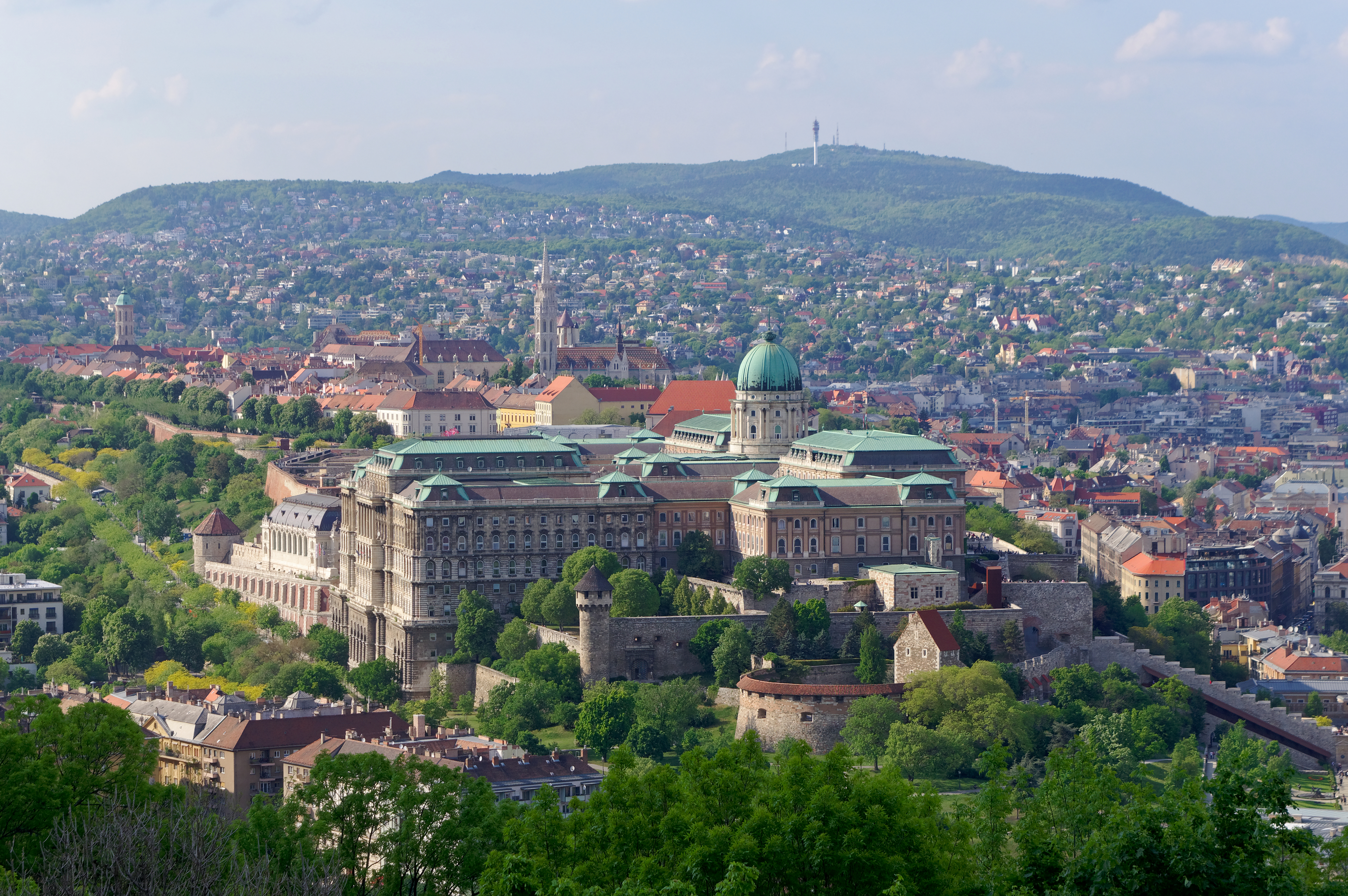
منظر قلعة بودا من التل
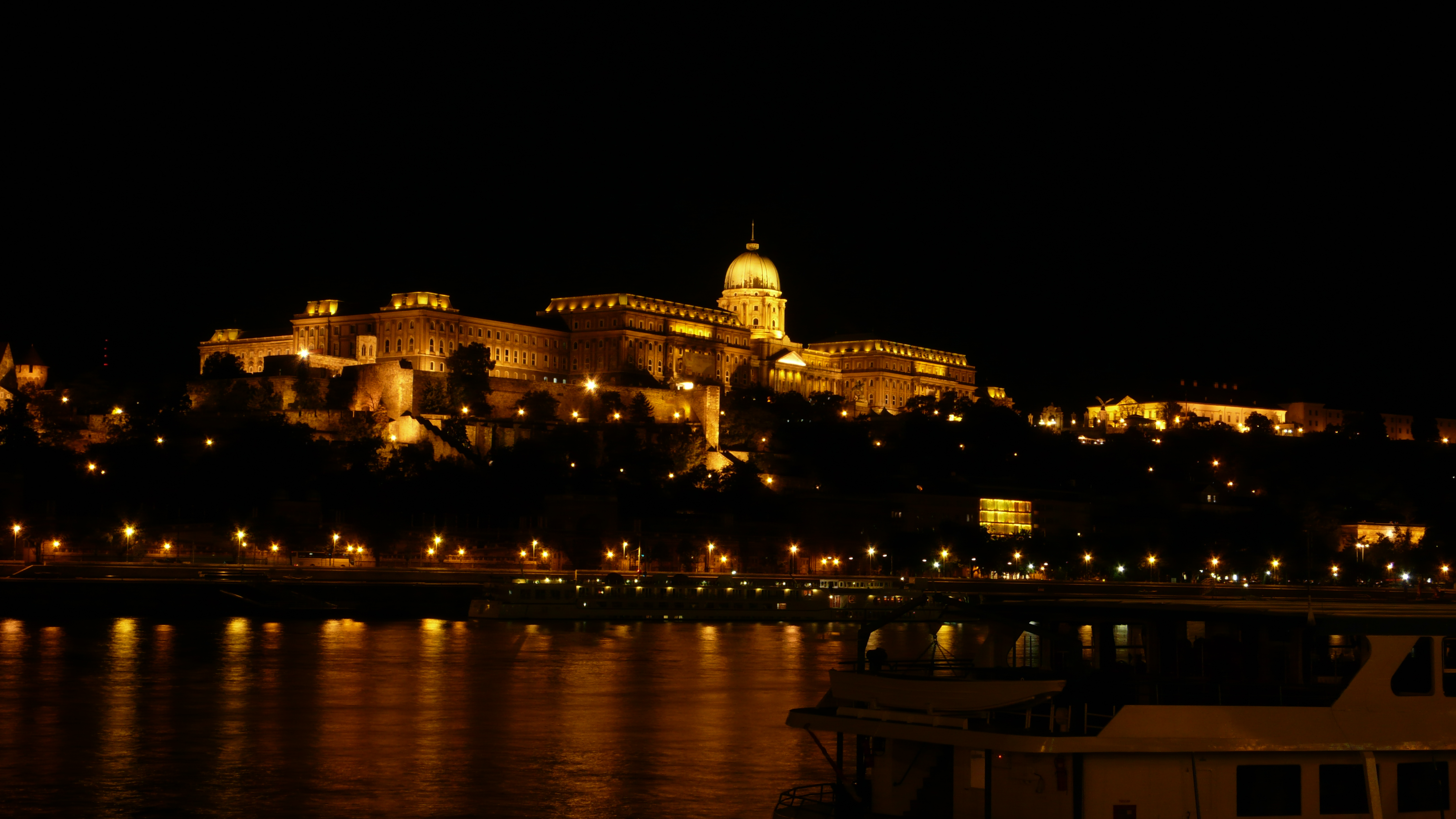
القلعة ليلا
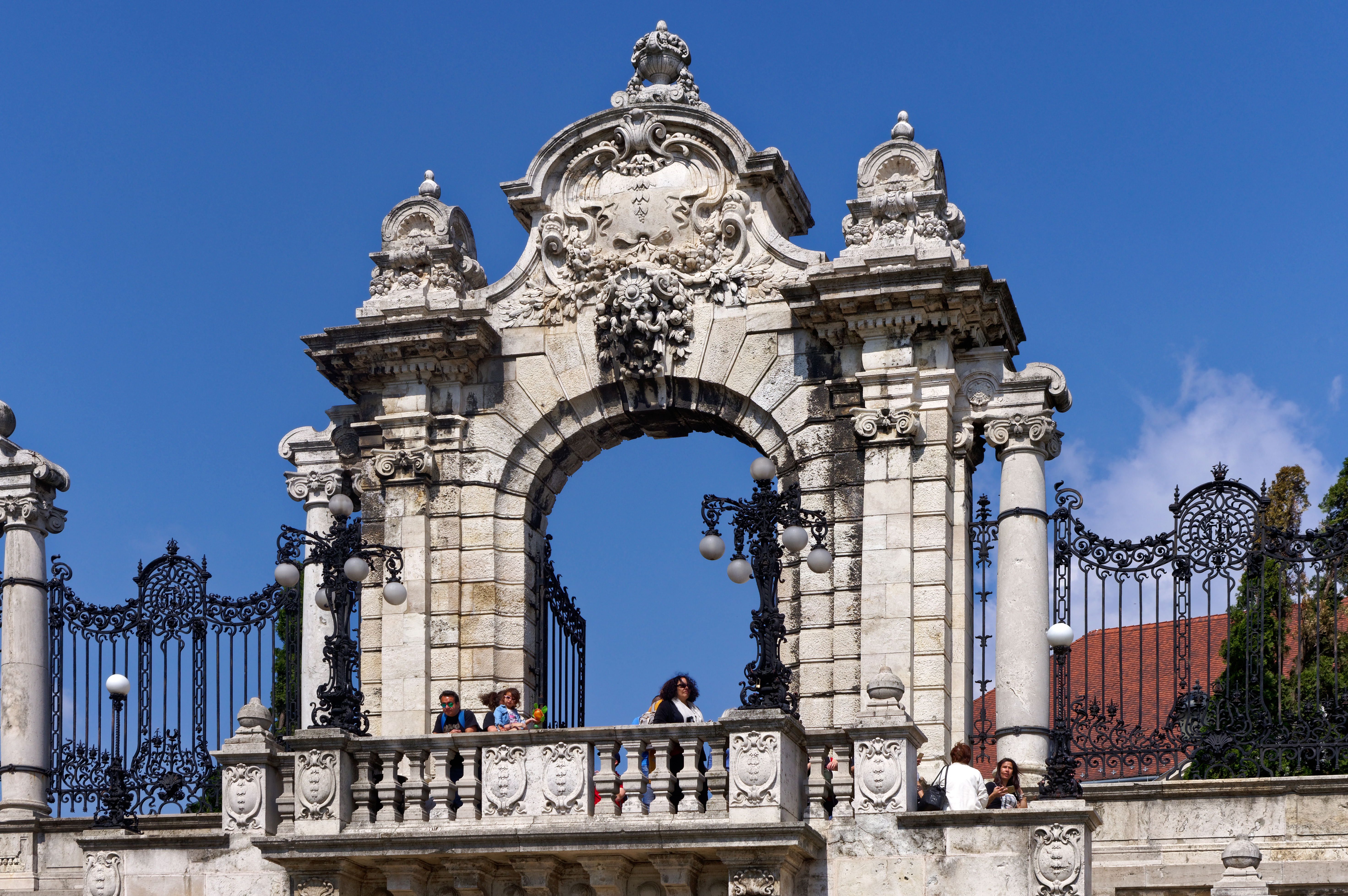
بوابة هابسبرغ
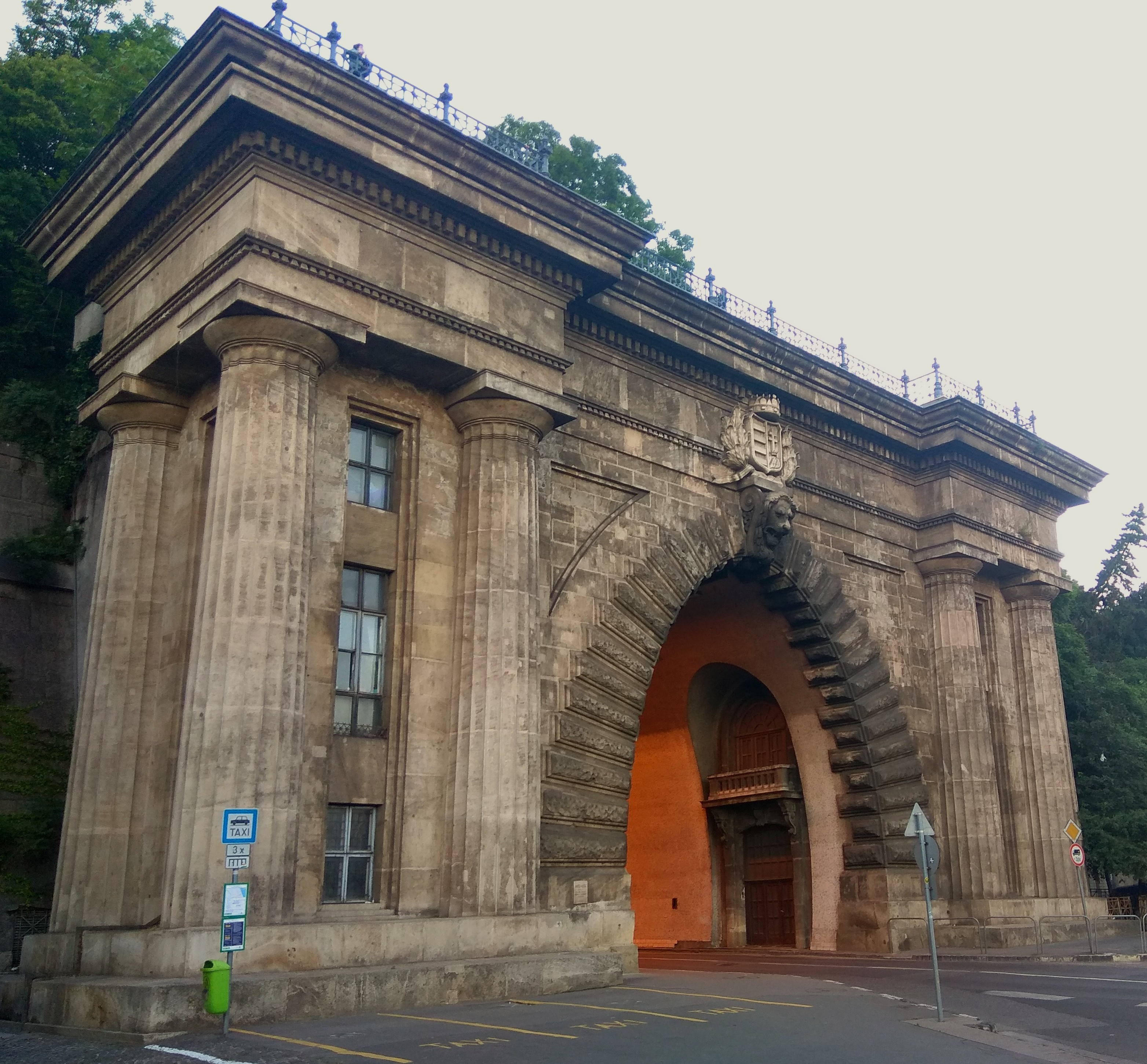
نفق قلعة بودا
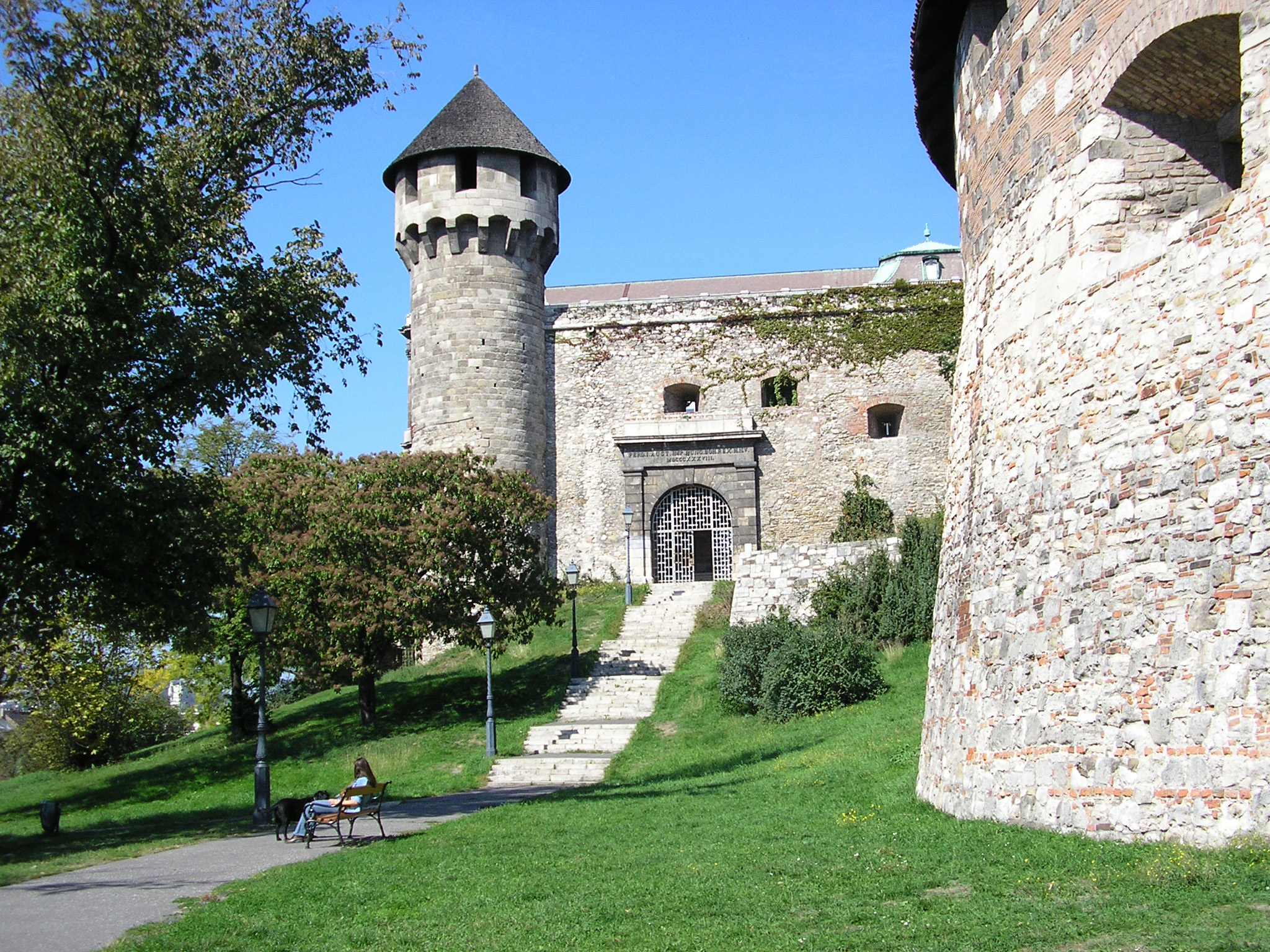
برج في القلعة
خريطة القلعة
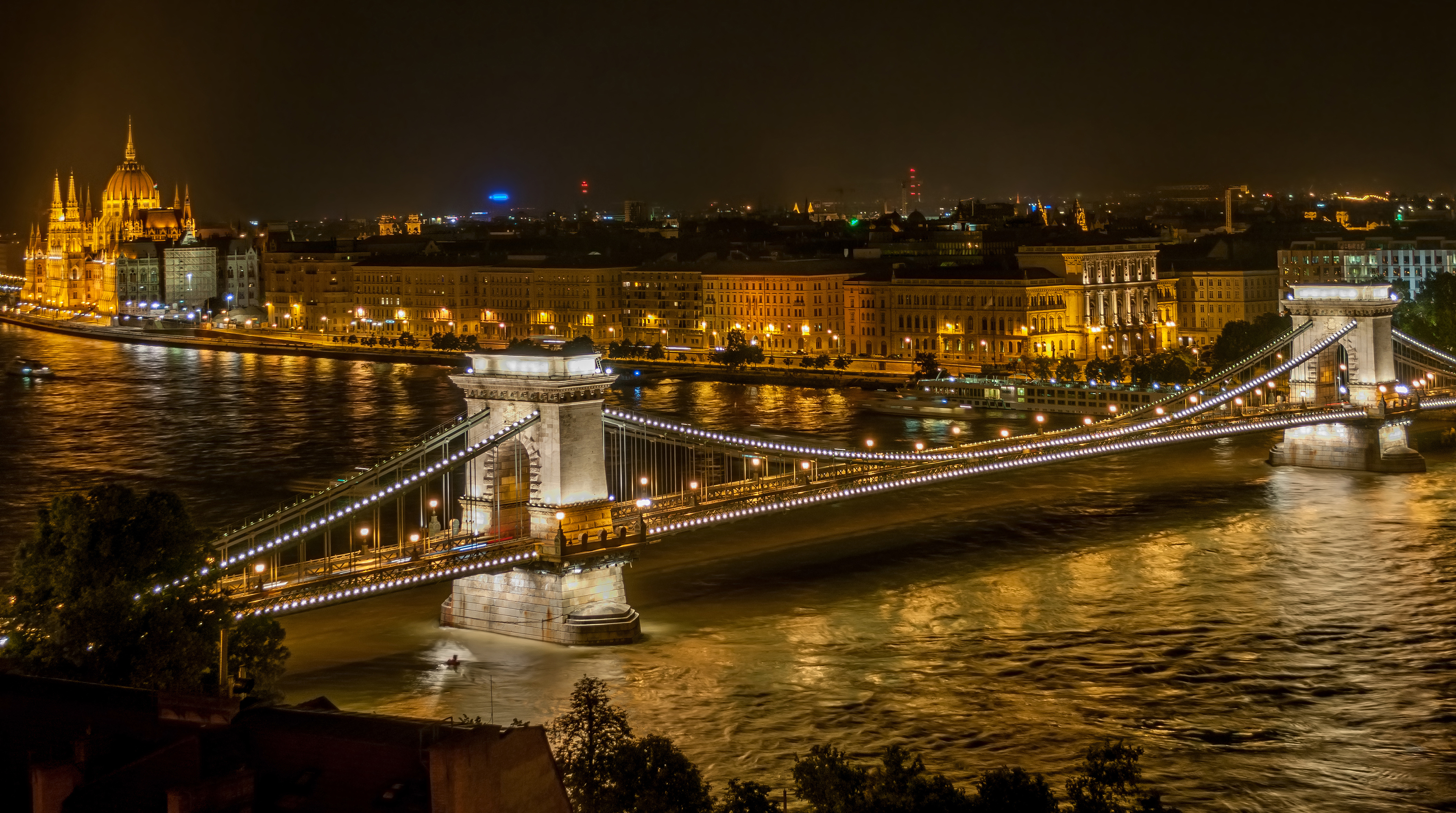
القلعة والجسر ليلا
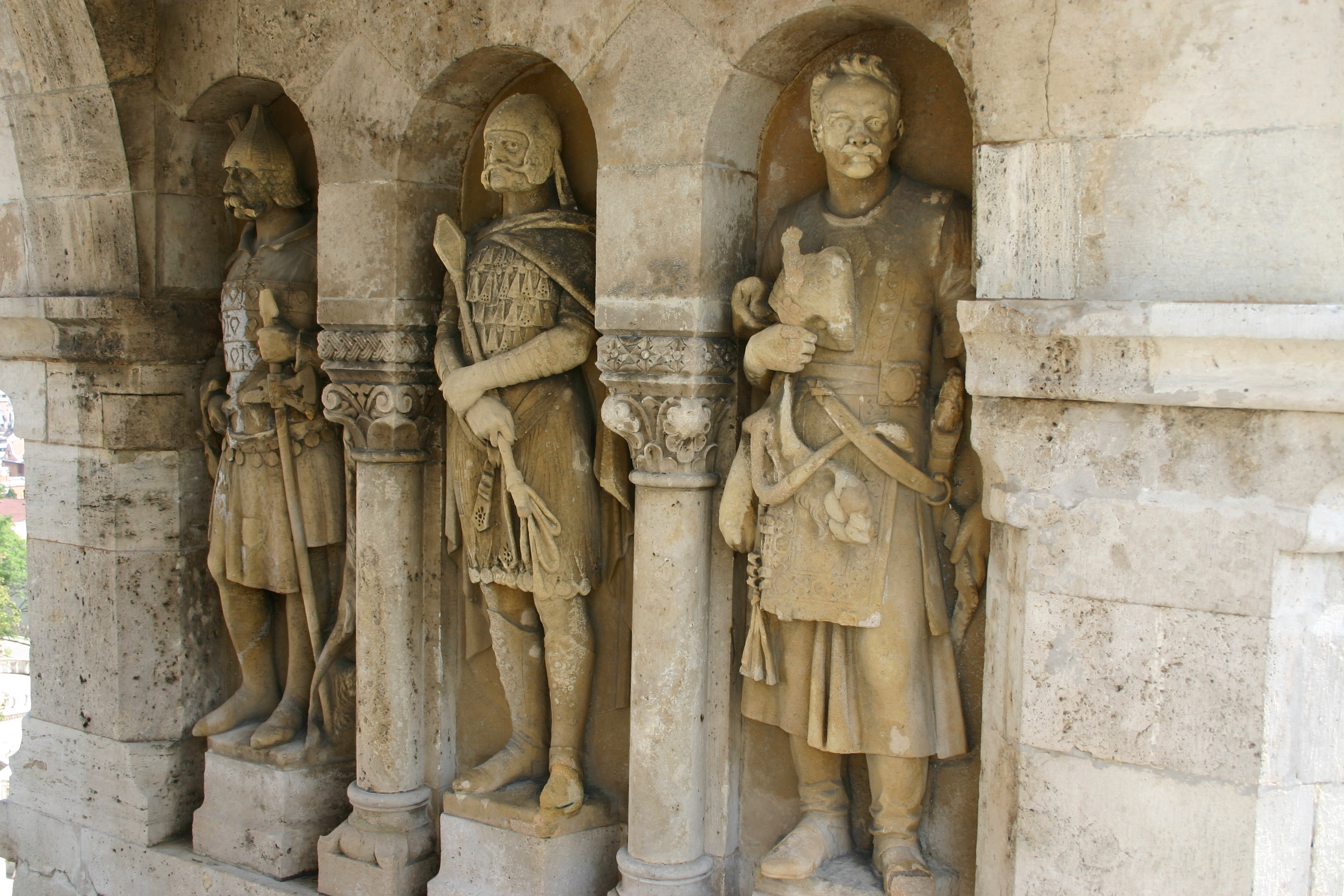
محاربون من عصر أرباد، منطقة قلعة بودا
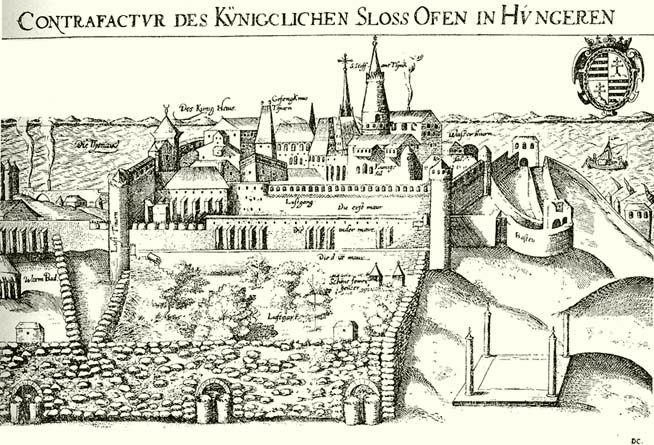
قلعة بودا _ القرن السادس عشر
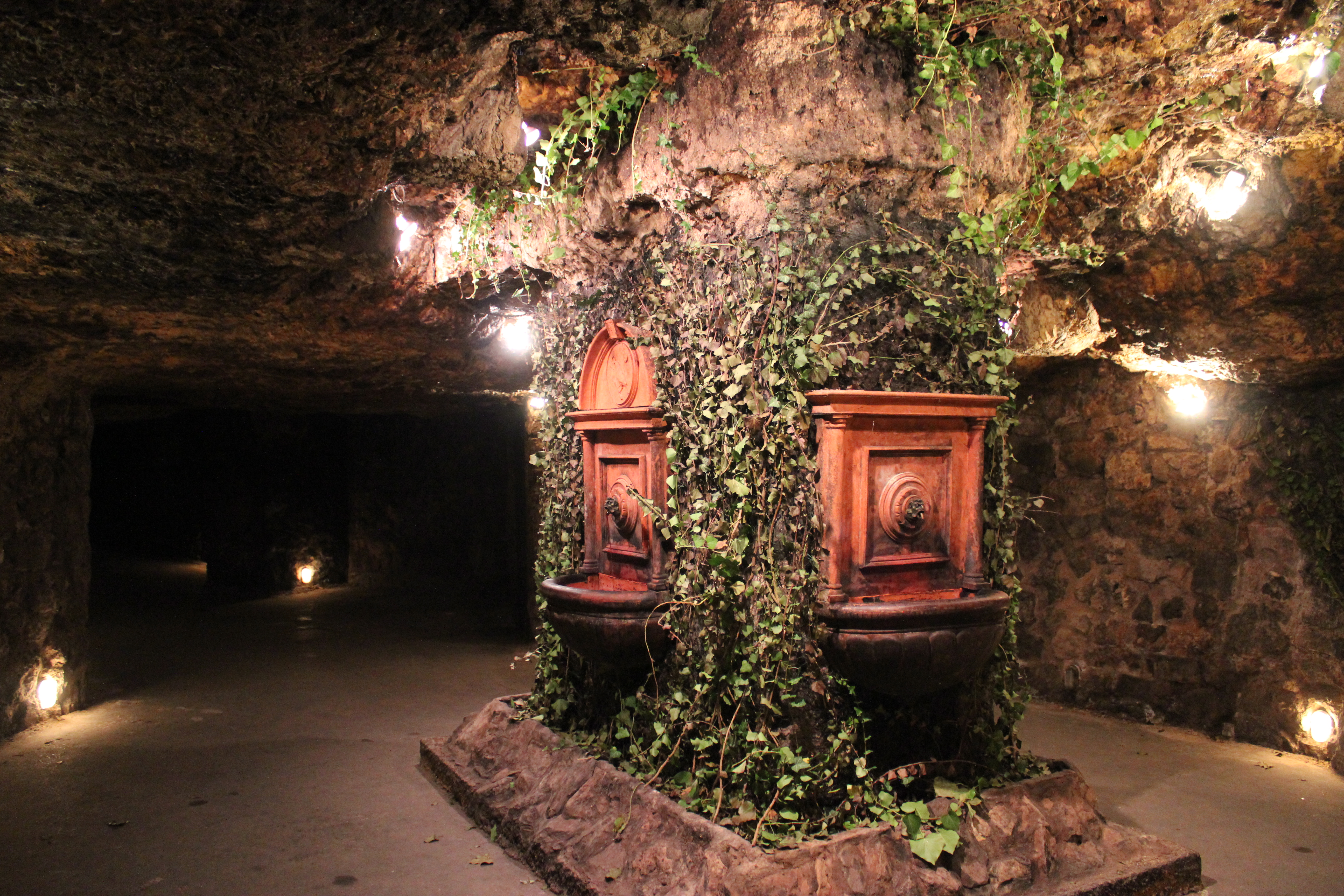
متاهة قلعة بودا